# Pilosella derubella
Pilosella derubella — вид квіткових рослин з родини айстрових (Asteraceae). Вид зростає в Європі: Німеччина, Австрія, Польща, Румунія; це багаторічна рослина помірних біомів.